# Geelschoudertroepiaal
De geelschoudertroepiaal (Agelaius xanthomus) is een zangvogel uit de familie Icteridae (troepialen). Het is een bedreigde endemische vogelsoort  op Puerto Rico

## Kenmerken
De vogel is 20 tot 23 cm lang en overwegend glanzend zwart gekleurd met een kenmerkende gele vlek op de schouders.

## Verspreiding en leefgebied
Deze soort komt voor op Puerto Rico en telt twee ondersoorten:
- A. x. xanthomus: Puerto Rico.
- A. x. monensis: Mona ten westen van Puerto Rico.

Het oorspronkelijke leefgebied bestaat uit mangrove, weilanden, rotsig gebied met cactussen en kokospalmplantages, altijd in de kuststreek. Sinds de vorige eeuw broedt de vogel vooral op zandbanken en koraalriffen voor de kust.

## Status
De geelschoudertroepiaal heeft een beperkt verspreidingsgebied en daardoor is de kans op uitsterven aanwezig. De grootte van de populatie werd in 1998 door BirdLife International geschat op 1250 individuen en de populatie-aantallen nemen af. De soort heeft last van de toename van de broedparasiet glanskoevogel (Molothrus bonariensis). Verder wordt het leefgebied aangetast door omzetting van natuur in cultuurland en invasieve soorten als de Indische mangoeste (Herpestes javanicus auropunctatus). Om deze redenen staat deze soort als bedreigd op de Rode Lijst van de IUCN.